# الجلوب (اب)

تعديل مصدري - تعديل

الجلوب محلة تابعة لقرية ليئان، التابعة لعزلة الشرنمه العليا بمديرية النادرة إحدى مديريات محافظة إب في الجمهورية اليمنية، بلغ تعداد سكانها 21 حسب تعداد اليمن لعام 2004.